# Disco se Aagay
Disco se Aagay (с урду — «За пределами диско») — студийный альбом британских музыкантов пакистанского происхождения Нермин Ниязи и Фейсала Мослеха, выпущенный в 1984 году. Альбом сочетает стили нью-вейв и синти-поп с элементами музыки хиндустанцев. Disco se Aagay остался незамеченным в своё время, но привлёк внимание музыкальной прессы в 2020—2021 годах после перевыпуска лейблом Discostan.

## История
Мослех и Ниязи — брат и сестра, родившиеся в Лахоре в семье известных пакистанских деятелей культуры. Их отец, Абул Касим Мухаммад Муслехуддин, был композитором, а мать Нахид Ниязи — певицей. Они также вместе работали ведущими на одном из первых детских телешоу в Пакистане. В 1971 году, когда Нермин было шесть лет, семья переехала в Бирмингем из-за начавшейся войны за независимость в Бангладеш. В Великобритании Мослехуддин и Нахид Ниязи продолжили работать по профессии, и Нермин и Фейсал росли, окружённые европейской и пакистанской музыкой. Дома они слушали рагу или декламации газелей, а в школе такие группы, как Pet Shop Boys, Duran Duran, Wham! и Japan. В результате они начали сами экспериментировать с музыкой, смешивая элементы разных стилей. По словам музыкантов, они очень серьёзно относились к созданию музыки, используя различные технические новшества того времени, например, продвинутое оборудование для стереопанорамирования. В записи обычно участвовало несколько британских инструменталистов.

## Выпуск
Альбом Disco se Aagay был записан летом 1984 года, когда Нермин и Фейсалу было 14 и 19 лет соответственно, на студии Zella Studios в Бирмингеме. Альбом был выпущен бирмингемским лейблом Oriental Star, исполнительницей была указана только Нермин. На альбом обратили внимание в Пакистане: Ниязи появлялась на телевидении, про музыкантов писали пакистанские журналы. Вместе с тем содержание альбома вызвало негативную реакцию у консервативной части общества. Ниязи комментирует это так: «Я была 14-летней девочкой из Азии, поющей о любви; некоторые люди воспринимали это так, что я призываю детей встречаться».
Однако в Европе Disco se Aagay не получил коммерческого успеха. По словам музыкантов, лейбл не занимался рекламой и продвижением альбома. Кроме того, Нермин и Фейсал были заняты учёбой и не могли позволить себе поехать в полноценный концертный тур. Отсутствие интереса у британской публики стало одной из причин, по которым Нермин и Фейсал больше не занимались продвижением музыкальных произведений. Disco se Aagay стал их единственным релизом.

## Музыка
Ниязи и Мослех соединили модные в то время в Британии жанры нью-вейва, диско и синти-попа с музыкальной традицией хиндустани с текстами на языке урду. Журналисты называют смешение двух музыкальных традиций главной отличительной чертой альбома. Ниязи пела, а Мослех отвечал за инструменты и синтезаторы. Они использовали передовое для своего времени оборудование, в том числе синтезаторы DX1, DX5, DX7 компании Yamaha и Juno-60, а также драм-машину TR-909 компании Roland Corporation.
Обозреватель The Guardian сравнил отдельные композиции с итало-диско, хай-энерджи и творчеством группы Spandau Ballet. Обозреватель Pitchfork Филипп Шербёрн сравнил ритмические особенности с творчеством таких музыкантов, как Depeche Mode, New Order, Шеннон и Конни, а подход к гармонии и использованию синтезаторов — с музыкой Ховарда Джонса и групп ABC и The Human League. Вокал Ниязи он назвал «лёгким, с придыханием», но живым и выразительным. Её манеру пения в композиции Chala Hai Akela он сравнил с вокалом Элизабет Фрейзер из группы Cocteau Twins.
Тексты альбома посвящены любви и взаимоотношениям между молодыми людьми.

## Переиздание
В 2020 году лейбл Discostan, выпускающий музыку Западной и Южной Азии и Северной Африки, переиздал альбом на виниле. Основательница лейбла Аршиа Хак рассказала в интервью Bandcamp Daily, что нашла его среди виниловых пластинок в одном из магазинов Нью-Йорка и была потрясена сочетанием нью-вейва и текстов на урду, её родном языке. Хак связалась с Ниязи и Мослехом и договорилась о переиздании. По словам Ниязи, она была удивлена внезапным интересом к Disco se Aagay: по её словам, «для нас [с Фейсалом] это был потерянный альбом». В Северной Америке распространением альбома занимается лейбл Light in the Attic Records, в Европе — компания Rush Hour. В 2021 году альбом был также выпущен на стриминговых сервисах.

### Реакция
Несколько англоязычных изданий написали о переиздании Disco se Aagay, положительно отозвавшись об альбоме. Обозреватель Pitchfork поставил альбому оценку 7,4.

## Список композиций
Все тексты написаны Нермин Ниязи, вся музыка написана Фейсалом Мослехом.
| №  | Название             | Длительность |
| -- | -------------------- | ------------ |
| 1. | «Dekha Jab Se Dekha» | 5:00         |
| 2. | «Hum Tum»            | 3:17         |
| 3. | «Nainan»             | 4:12         |
| 4. | «Chala Hai Akela»    | 4:23         |
| 5. | «Sari Sari Raat»     | 4:35         |

| №  | Название            | Длительность |
| -- | ------------------- | ------------ |
| 1. | «Taron Bhare»       | 5:58         |
| 2. | «Nazneen»           | 5:19         |
| 3. | «Intezar»           | 3:22         |
| 4. | «Dil Mein Dil Mein» | 4:44         |
| 5. | «Sari Sari Raat» () | 4:42         |

## Участники записи
- Нермин Ниязи — вокал
- Фейсал Мослех — музыка, продюсирование, барабаны, перкуссия
- Халид Рашид — барабаны, перкуссия, дополнительное продюсирование
- Халид Миан — гитара
- Эндрю Моррис — клавишные, синтезаторы
- Род Брукс — сведение
- Стив Харрис — сведение

В подготовке переиздания поучаствовали:
- Майкл Грейвз — ремастеринг
- Андалиб Фирдоси — дизайн

### Комментарии
1. ↑  Эта композиция появилась только в переиздании.